# 弗勒丁山
64°50′S 62°50′W / 64.833°S 62.833°W
弗勒丁山（Mount Frödin），是南極洲的一座山峰，位於葛拉漢地的丹科海岸，處於沃特博特角東南面1公里，海拔高度約600米，由智利探險隊以瑞典工程師命名，現時由南極條約體系管理。